# Rolf Dieter Brinkmann
Rolf Dieter Brinkmann (16 aprilie 1940 - 23 aprilie 1975) a fost un poet și romancier german.

## Viața și opera
Rolf Dieter Brinkmann este considerat poet de seamă în țările de limbă germană.

## Cărți publicate (selecție)

### Poezie
- Ihr nennt es Sprache (O numiți limbă). (1962)
- Standphotos (Instantanee fotografice). Poezie 1962–1970 (1980)
- Westwärts 1 & 2 (Spre vest) (1975)
- Westwärts 1 & 2. Gedichte. Ediție lărgită (2005)
- Eiswasser an der Guadelupe Str. (Apă cu gheață în str. Guadelupa) (1985)
- vorstellung meiner hände. Frühe Gedichte (2010)

### Proza
- Die Umarmung (Îmbrățișarea) (1965).
- Keiner weiß mehr (Nimeni nu mai știe), roman (1968).
- Rom, Blicke (Roma, priviri) (1979).
- Der Film in Worten. Prosa. Erzählungen. Essays. Hörspiele. Fotos. Collagen. 1965–1974 (Filmul în cuvinte. Proză. Povestiri. Eseuri. Teatru radiofonic. Fotografii. Colaje) (1982).
- Erzählungen. (1985).
- Erkundungen für die Präzisierung des Gefühls für einen Aufstand. Tagebuch (Explorare pentru precizarea sentimentului de răzvrătire. Jurnal) (1987).
- Schnitte (1988).
- Briefe an Hartmut (Scrisori către Hartmut) (1999).

## deLucrări de prezentare a scriitorului (selecție)
- Heinz Ludwig Arnold (Hg.), Zeitschrift text + kritik, Themenheft: Rolf Dieter Brinkmann. Nr. 71, 1981, ISBN 3-88377-074-4 Inhaltsverzeichnis Arhivat în 21 februarie 2014, la Wayback Machine. Mit kommentierter Auswahlbibliographie
- Johann Reißer: Archäologie und Sampling - Die Neuordnung der Lyrik bei Rolf Dieter Brinkmann, Thomas Kling und Barbara Köhler. Kadmos, Berlin 2014, ISBN 978-3-86599-222-2.
- Thomas Boyken, Ina Cappelmann und Uwe Schwagmeier (Hrsg.): Rolf Dieter Brinkmann: Neue Perspektiven. Orte, Helden, Körper. Fink, München 2010, ISBN 978-3-7705-4945-0.
- Theo Breuer: Was Neues im Westen oder Brinkmann macht weiter. In: T. B.: Aus dem Hinterland. Lyrik nach 2000. Edition YE, Sistig 2005.
- Maleen Brinkmann: R. D. Brinkmann. Literaturmagazin 36. Rowohlt, Reinbek 1995, ISBN 3-498-03892-3.
- Karl-Eckhard Carius (Hrsg.): Brinkmann. Schnitte im Atemschutz. edition text + kritik, München 2008.
- Roberto Di Bella: ‚... das wildgefleckte Panorama eines anderen Traums‘. Rolf Dieter Brinkmanns spätes Romanprojekt. Königshausen & Neumann, Würzburg 2015, ISBN  978-3826050848. ( = Studien zur Kulturpoetik. Hrsg. von Torsten Hahn, Erich Kleinschmidt und Nicolas Pethes; Band 18)
- Otto Dörner: Rolf Dieter Brinkmann – Der Dichter aus Vechta. In: Jahrbuch für das Oldenburger Münsterland 1987. Vechta 1986, S. 322–340.
- Tanja Dückers: Die Bombe im Kopf. Auch nach 50 Jahren ist B’s Lyrik noch aufsehenerregend. In: Dschungel. Beilage zu jungle world Nr. 40, 7. Oktober 2010, S. 12f. (Zur Buchausgabe Vorstellung meiner Hände). Online lesbar.
- Gunter Geduldig, Ursula Schüssler (Hrsg.): /:Vechta! Eine Fiktion!/: der Dichter Rolf Dieter Brinkmann. Secolo, Osnabrück 1995.
- ders. & Claudia Wehebrink (Hrsg.): Bibliographie R. D. Brinkmann. Aisthesis, Bielefeld 1997.
- ders. (Hrsg.): Amerikanischer Speck, englischer Honig, italienische Nüsse. Rolf Dieter Brinkmann zum 60. Eiswasser. Zeitschrift für Literatur, 7. Jahrgang, 2 Bände, Eiswasser Verlag 2000.
- ders. und Marco Sagurna (Hrsg.): Too much. Das lange Leben des Rolf Dieter Brinkmann. 2. Auflage. Eiswasser, Vechta 2000.
- Oliver Kobold: Lange nachdenkliche Gänge. Rolf Dieter Brinkmanns Lyrik und Prosa 1959–1962. Universitätsverlag WINTER, Heidelberg 2014.
- Stefan Greif: „Schlagwörter sind zum Schlagen, hast du das begriffen?“ Sprache und Gewalt bei Rolf Dieter Brinkmann. In: Robert Weniger (Hrsg.): Gewalt und kulturelles Gedächtnis. Stauffenburg, Tübingen 2005, ISBN 3-86057-219-9, S. 139–151.
- Andreas Moll: Text und Bild bei Rolf Dieter Brinkmann. Intermedialität im Spätwerk. Peter Lang, Frankfurt am Main 2006.
- Hansjürgen Richter: Ästhetik der Ambivalenz. Studien zur Struktur „postmoderner“ Lyrik, exemplarisch dargestellt an Rolf Dieter Brinkmanns Poetik und dem Gedichtband „Westwärts 1 & 2“.' Peter Lang, Frankfurt am Main 1983.
- Jan Röhnert, Gunter Geduldig (Hrsg.): Rolf Dieter Brinkmann. Seine Gedichte in Einzelinterpretationen. 2 Bde., Walter de Gruyter, Berlin 2012, ISBN 978-3-11-022362-0.
- Jörgen Schäfer: Pop-Literatur. Rolf Dieter Brinkmann und das Verhältnis zur Populärkultur in der Literatur der sechziger Jahre. M & P Verlag für Wissenschaft und Forschung, Stuttgart 1998.
- Stephanie Schmitt: Intermedialität bei Rolf Dieter Brinkmann. Konstruktionen von Gegenwart an den Schnittstellen von Text, Bild und Musik. transcript, Bielefeld 2012, ISBN 978-3-8376-2224-9.
- Udo Seinsoth: Katalog Nr. 20. Bibliografie der Veröffentlichungen. Antiquariat Beim Steinernen Kreuz (Hrsg.): Rolf Dieter Brinkmann zum 50. Geburtstag. Eigenverlag, Bremen 1990, S. 38–57.
- Ingo Sundmacher: Brinkmann meets Burroughs. Literatur und intermediale Postmoderne. In: Z. Zeitschrift für Kultur- und Geisteswissenschaften. H. 16, 1998. Fösse, Hannover ISSN 0945-0580 S. 3–16.

## deFilm
- Brinkmanns Zorn. Ein Film von Harald Bergmann [3]

## deLegături externe
- de Rolf Dieter Brinkmann în Catalogul Bibliotecii Naționale a Germaniei (Informații despre Rolf Dieter Brinkmann • PICA • Căutare pe site-ul Apper)
- www.brinkmann-literatur.de Opera Arhivat în 18 iulie 2011, la Wayback Machine.
- Website der Rolf-Dieter-Brinkmann-Gesellschaft in Vechta Arhivat în 7 ianuarie 2011, la Wayback Machine.
- Kommentierte Linksammlung Arhivat în 13 mai 2013, la Archive.is der Universitätsbibliothek der Freien Universität Berlin
- Andreas Weigel: Rolf Dieter Brinkmann (Porträt und Rezensionen)
- Wörter Sex Schnitt. Rolf Dieter Brinkmann Arhivat în 20 iunie 2010, la Wayback Machine. – Ausstellung der Gesellschaft für aktuelle Kunst Bremen (2005)
- Der unheimliche Brinkmann-Zeichen für einen Grenzgänger[nefuncțională]
 — Ausstellung Foyer Kreishaus Vechta (2008)
- www.brinkmann-wildgefleckt.de